# Новогригоровка (Солонянский район)
Новогриго́ровка (укр. Новогригорівка) — село, Привольненский сельский совет, Солонянский район, Днепропетровская область, Украинская ССР.
Село ликвидировано в 1987 году.
Село находилось на левом берегу реки Камышеватая Сура, выше по течению на расстоянии в 2 км расположено село Староднепровское, ниже по течению на расстоянии в 1,5 км расположено село Никольское.